# Canal Copano
Canal Copano (también conocido como Súper Canal Copano) fue un programa humorístico de televisión chileno emitido por Vía X y conducido por los hermanos Nicolás y Fabrizio Copano, aunque también participó durante un tiempo el comediante y periodista Felipe Avello. En un comienzo sería titulado Contrainformación.
El programa consistía en mezclar actualidad con un humor negro, absurdo y sarcástico, en donde muestra a estos dos hermanos revisando videos curiosos, tanto de la televisión chilena como sacados desde Internet (principalmente desde YouTube), en una especie de loft. Este programa aprovechaba internet no solo para extraer material audiovisual, sino que además para mantener un gran feedback con los televidentes por medio de sus redes sociales en aquella época como Blog, Fotolog, Flickr y Facebook, que revisaban constantemente en un notebook durante cada uno de sus capítulos para revisar los comentarios del público.
Este programa tuvo tres temporadas, dos ediciones especiales de resúmenes y una edición especial de verano. Su tema principal fue la canción «Down Beat Stomp», del grupo de jazz japonés Tokyo Ska Paradise Orchestra.

## Historia

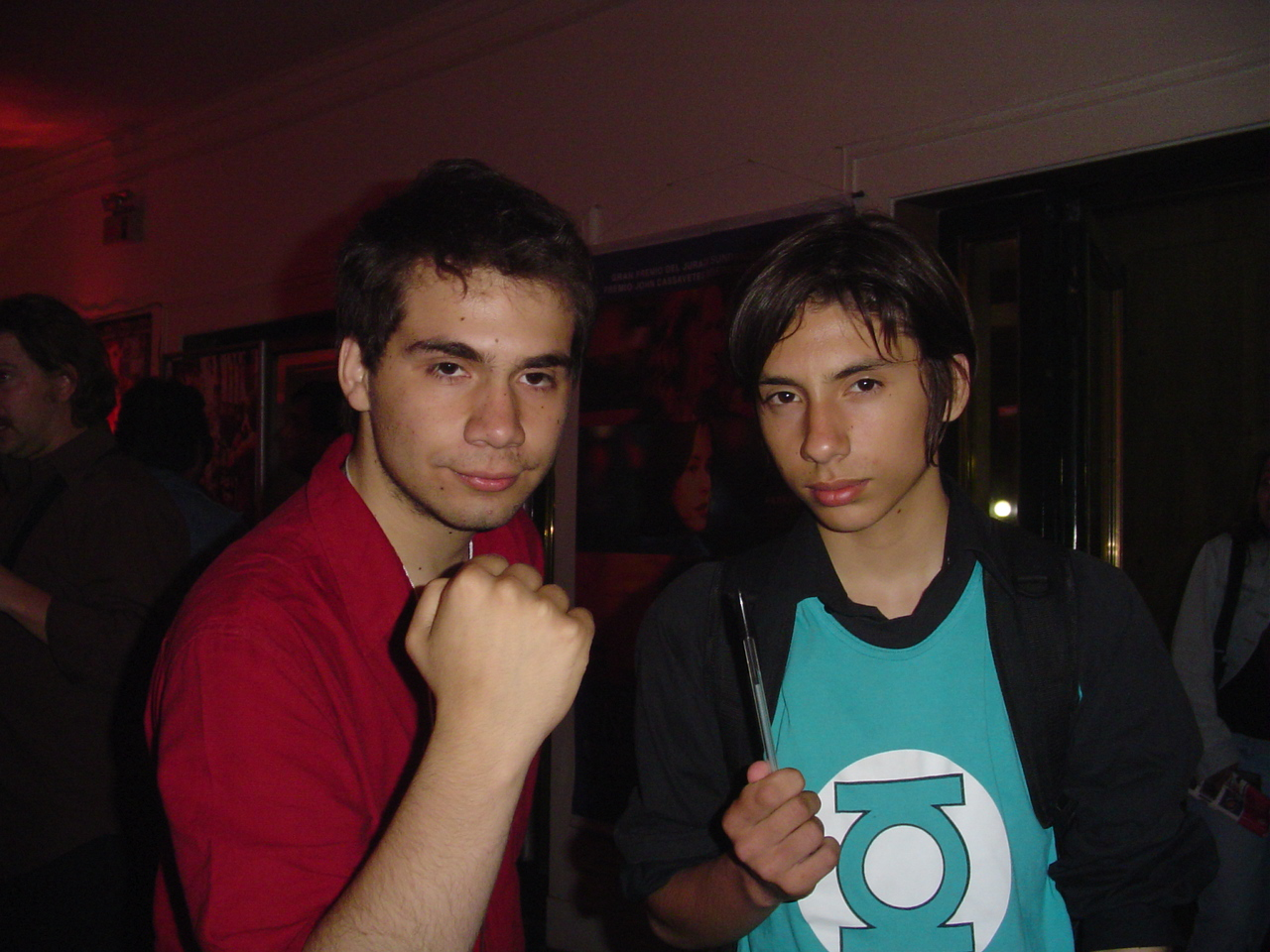
Nicolás y Fabrizio Copano.

Canal Copano se estrenó el 7 de mayo del 2007, reemplazando al programa SCA. Hasta el 20 de julio de 2007, la hora que duraba el programa estaba dividida en dos bloques de media hora; el primero un bloque de estreno, y el segundo uno emitido previamente. 
Durante la semana del 23 al 27 de julio se emitieron episodios especiales con "lo mejor" de la temporada, y se mostraron saludos que enviaron diversas figuras de la televisión local, quienes en su mayoría decían que no veían el programa. Desde el lunes 30 de julio, la totalidad del programa (1 hora) es de estreno, sufriendo algunas modificaciones en el estudio y agregando nuevas secciones, entre ellas la revisión de las noticias de los diarios en el día al comienzo del programa (siempre con titulares de Las Últimas Noticias), entrevistas y la lectura de posteos con invitados de la blogósfera chilena.
A fines de 2007, los hermanos Copano fueron definidos como "ideólogos del año" según la edición chilena de revista Rolling Stone. En tanto, la Zona de Contacto de El Mercurio lo definió como "el programa más hot del año". En ese mismo período se exhibió el episodio especial Canal Copano Awards en el que su propio programa fue premiado como "el peor show de la televisión chilena".
Durante el verano 2008 se realizó una edición especial del programa, con un nuevo set, el cual se usaba para hacer otros programas del canal (Cadena Nacional y BANG!), y desde marzo de 2008 se retituló Super Canal Copano, con una duración de una hora y media y nuevos personajes tales como Emilio Pittet y Cristóbal Marín. Este último leía los comentarios que el público dejaba en Internet.
A causa de una broma lanzada contra Ignacio Franzani, la entonces figura emblemática de Vía X, el programa fue cancelado a fines de marzo de 2008. Semanas más tarde los hermanos Copano lanzaron un programa en línea a través de YouTube, llamado Conspiración Copano. Este mismo nombre es el que utilizaron para su regreso, esta vez en televisión abierta, a través de Telecanal, con un programa similar a Canal Copano que fue transmitido entre el 2 de agosto y el 19 de octubre de 2008, todos los sábados y domingos.
El joven presentador y hoy empresario digital Karol Lucero tuvo sus primeras apariciones en TV en este programa y en SQP.

### Sitios web
- Los hermanos Copano generalmente referenciaban blogs chilenos como Super45.cl (dedicado a la música independiente).